# Teorema de substitució de Steinitz
El teorema de substitució de Steinitz és un teorema bàsic en l'àlgebra lineal utilitzat, per exemple, per demostrar que dues bases d'un mateix espai vectorial de dimensió finita tenen el mateix nombre d'elements. El teorema pren el nom del matemàtic alemany Ernst Steinitz. Sovint també s'anomena teorema de substitució de Steinitz-Mac Lane en reconeixement de la generalització
duta a terme per Saunders Mac Lane al teorema de matroides.

## Motivació
El teorema de substitució de Steinitz estableix que si
| {\displaystyle {\mathcal {B}}=\left\{e_{i}\right\}\,,i\in I} |

és una base d'un espai vectorial {\displaystyle E} i
| {\displaystyle {\mathcal {C}}=\left\{u_{j}\right\}\,,j=1,\ldots ,k} |

és un conjunt finit de vectors de {\displaystyle E} linealment independent, aleshores hom pot substituir {\displaystyle k} vectors de {\displaystyle {\mathcal {B}}} per sengles vectors de {\displaystyle {\mathcal {C}}} per obtenir una altra base de {\displaystyle E}.

## Conseqüències
El teorema de substitució de Steinitz és la premissa fonamental que serveix per deduir que totes les bases d'un mateix espai vectorial tenen el mateix nombre d'elements, nombre que es coneix com a dimensió de l'espai en qüestió. A més, és la justificació teòrica del mètode de reducció de Gauss.
El teorema també s'utilitza per a la substitució de vectors d'una base per altres vectors linealment independents de l'espai vectorial de dimensió finita.

## Demostració
Com que els vectors de {\displaystyle {\mathcal {C}}} són linealment independents, cap d'ells és nul. Podem procedir per inducció sobre {\displaystyle k}. Si {\displaystyle k=1}, el vector {\displaystyle u_{1}}, que no és nul, expressat en la base {\displaystyle {\mathcal {B}}}, és 
| {\displaystyle u_{1}=\sum _{i\in I}\lambda ^{i}e_{i}} |

amb almenys un coeficient {\displaystyle \lambda ^{i_{1}}\neq 0}. Aleshores, podem aïllar {\displaystyle e_{i_{1}}}:
| {\displaystyle e_{i_{1}}={\frac {1}{\lambda ^{i_{1}}}}u_{1}-\sum _{i\neq i_{1}}{\frac {\lambda ^{i}}{\lambda ^{i_{1}}}}e_{i}} |

i és clar que qualsevol vector que sigui combinació lineal dels vectors de la base {\displaystyle {\mathcal {B}}}, és a dir, tots els de l'espai vectorial, ho és dels elements del conjunt
| {\displaystyle {\mathcal {B}}_{1}={\mathcal {B}}\backslash \left\{e_{i_{1}}\right\}\cup \left\{u_{1}\right\}} |

que és la base {\displaystyle {\mathcal {B}}} després de suprimir-hi el vector {\displaystyle e_{i_{1}}} i afegir-li el vector {\displaystyle u_{1}}.
Però aquest conjunt, {\displaystyle {\mathcal {B}}_{1}}, també és linealment independent. En efecte, de
| {\displaystyle \mu u_{1}+\mu ^{r_{1}}e_{r_{1}}+\cdots +\mu ^{r_{s}}e_{r_{s}}=0\,,\quad r_{k}\neq i_{1}} |

resulta
| {\displaystyle \mu \left(\lambda ^{i_{1}}e_{i_{1}}+\sum _{i\neq i_{1}}\lambda ^{i}e_{i}\right)+\mu ^{r_{1}}e_{r_{1}}+\cdots +\mu ^{r_{s}}e_{r_{s}}=0\,,\quad r_{k}\neq i_{1}} |

o sigui,
| {\displaystyle \mu \lambda ^{i_{1}}e_{i_{1}}+\sum _{i\neq i_{1}}\mu \lambda ^{i}e_{i}+\mu ^{r_{1}}e_{r_{1}}+\cdots +\mu ^{r_{s}}e_{r_{s}}=0\,,\quad r_{k}\neq i_{1}} |

que, per la independència lineal dels vectors de {\displaystyle {\mathcal {B}}}, implica {\displaystyle \mu \lambda ^{i_{1}}=0}, o sigui, {\displaystyle \mu =0} perquè, per hipòtesi, {\displaystyle \lambda ^{i_{1}}\neq 0}. Aleshores queda
| {\displaystyle \mu ^{r_{1}}e_{r_{1}}+\cdots +\mu ^{r_{s}}e_{r_{s}}=0} |

que implica
| {\displaystyle \mu ^{r_{1}}=\mu ^{r_{2}}=\ldots =\mu ^{r_{s}}=0=\mu } |

i els vectors de {\displaystyle {\mathcal {B}}_{1}} són linealment independents, cosa que fa que {\displaystyle {\mathcal {B}}_{1}} sigui una base de l'espai {\displaystyle E}, com volíem demostrar.
Suposem ara la propietat certa per a {\displaystyle k}. Això vol dir que disposem de la base
| {\displaystyle {\mathcal {B}}_{k}={\mathcal {B}}\backslash \left\{e_{i_{1}},e_{i_{2}},\ldots ,e_{i_{k}}\right\}\cup \left\{u_{1},u_{2},\ldots ,u_{k}\right\}} |

obtinguda a partir de la base original, {\displaystyle {\mathcal {B}}}, després de substituir-hi {\displaystyle k} vectors pels vectors linealment independents {\displaystyle u_{1},\ldots ,u_{k}}. Si ara disposem d'un altre vector, {\displaystyle u_{k+1}}, de manera que el conjunt
| {\displaystyle {\mathcal {C}}_{k+1}=\left\{u_{1},u_{2},\ldots ,u_{k},u_{k+1}\right\}} |

sigui linealment independent, podrem, segons ja sabem, substituir algun vector de {\displaystyle {\mathcal {B}}_{k}} pel vector {\displaystyle u_{k+1}} per obtenir encara una altra base, {\displaystyle {\mathcal {B}}_{k+1}} de {\displaystyle E}. A més, és possible fer la substitució de manera que cap dels vectors {\displaystyle u_{1},u_{2},\ldots ,u_{k}} sigui el vector substituït, sinó algun dels que queden dels originals. En efecte, com que {\displaystyle {\mathcal {B}}_{k}} és una base de {\displaystyle E}, hi podem expressar el vector {\displaystyle u_{k+1}}:
| {\displaystyle u_{k+1}=\lambda ^{1}u_{1}+\ldots +\lambda ^{k}u_{k}+\sum _{j>k}\lambda ^{i_{j}}e_{i_{j}}} |

amb algun dels coeficients del sumatori de la dreta, {\displaystyle \lambda ^{i_{r}},r>k}, no nul, ja que si ho fossin tots, el conjunt {\displaystyle {\mathcal {C}}_{k+1}} no seria linealment independent. Aleshores, la substitució
| {\displaystyle {\mathcal {B}}_{k+1}={\mathcal {B}}_{k}\backslash \left\{e_{i_{r}}\right\}\cup \left\{u_{k+1}\right\}} |

és una altra base de {\displaystyle E}. Això és perquè, com que {\displaystyle \lambda ^{i_{r}}\neq 0},
| {\displaystyle e_{i_{r}}=-{\frac {\lambda ^{1}}{\lambda ^{i_{r}}}}u_{1}-\ldots -{\frac {\lambda ^{k}}{\lambda ^{i_{r}}}}u_{k}+{\frac {1}{\lambda ^{i_{r}}}}u_{k+1}-\sum _{j>k,j\neq r}{\frac {\lambda ^{i_{j}}}{\lambda ^{i_{r}}}}e_{i_{j}}} |

qualsevol vector que sigui combinació lineal dels vectors de {\displaystyle {\mathcal {B}}_{k}}, és a dir, tots, també ho és dels de {\displaystyle {\mathcal {B}}_{k+1}}. A més, si
| {\displaystyle \mu ^{1}u_{1}+\ldots +\mu ^{k}u_{k}+\mu ^{k+1}u_{k+1}+\sum _{j>k,j\neq r}\mu ^{i_{j}}e_{i_{j}}=0} |

o sigui,
| {\displaystyle \mu ^{1}u_{1}+\ldots +\mu ^{k}u_{k}+\mu ^{k+1}\left(\lambda ^{1}u_{1}+\ldots +\lambda ^{k}u_{k}+\sum _{j>k}\lambda ^{i_{j}}e_{i_{j}}\right)+\sum _{j>k,j\neq r}\mu ^{i_{j}}e_{i_{j}}=0} |

és a dir,
| {\displaystyle \left(\mu ^{1}+\mu ^{k+1}\lambda ^{1}\right)u_{1}+\ldots +\left(\mu ^{k}+\mu ^{k+1}\lambda ^{k}\right)u_{k}+\mu ^{k+1}\lambda ^{i_{r}}e_{i_{r}}+\sum _{j>k,j\neq r}\left(\mu ^{i_{j}}+\mu ^{k+1}\lambda ^{i_{j}}\right)e_{i_{j}}=0} |

la independència lineal dels vectors de {\displaystyle {\mathcal {B}}_{k}} obliga a que {\displaystyle \mu ^{k+1}\lambda ^{i_{r}}=0} i, com que {\displaystyle \lambda ^{i_{r}}\neq 0}, a que {\displaystyle \mu ^{k+1}=0}. Ara queda
| {\displaystyle \mu ^{1}u_{1}+\ldots +\mu ^{k}u_{k}+\sum _{j>k,j\neq r}\mu ^{i_{j}}e_{i_{j}}=0} |

i, novament, la independència lineal imposa
| {\displaystyle \mu ^{1}=\cdots =\mu ^{k}=\mu ^{i_{j}}=0\,,\quad j>k\,,\ j\neq r} |

que, amb la ja establerta {\displaystyle \mu ^{k+1}=0}, implica la independència lineal dels vectors de {\displaystyle {\mathcal {B}}_{k+1}}, que és, en conseqüència, una altra base.